# Automeris illustris
Automeris illustris är en fjärilsart som beskrevs av Walker 1855. Automeris illustris ingår i släktet Automeris och familjen påfågelsspinnare. Inga underarter finns listade i Catalogue of Life.

## Bildgalleri

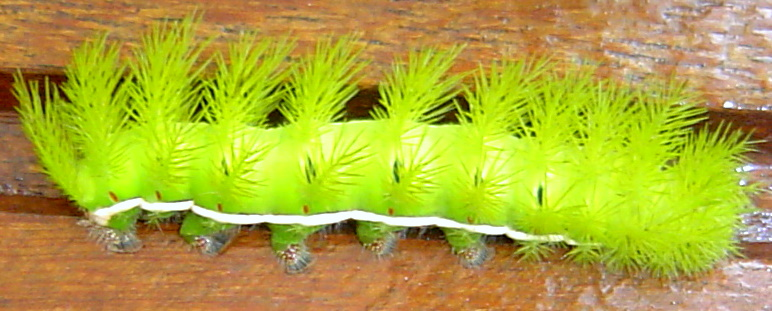